# Sergio Sant'Anna
Sergio Sant'Anna, nome completo Sérgio Andrade Sant’Anna e Silva (Rio de Janeiro, 30 ottobre 1941 – Rio de Janeiro, 10 maggio 2020), è stato uno scrittore, poeta e drammaturgo brasiliano.

## Biografia
Italo-brasiliano di Rio de Janeiro, laureato in legge all'Università federale di Minas Gerais, fu scrittore prolifico, cimentandosi come romanziere, poeta, drammaturgo ma soprattutto autore di racconti; tra le raccolte più note A senhorita Simpson, contenente anche il racconto omonimo, da cui è stato poi adattato il film Bossa Nova di Bruno Barreto.
Vinse due volte il premio Jabuti e ottenne anche altri riconoscimenti importanti nel suo Paese. Le sue opere sono state tradotte in italiano e in tedesco.
Sergio Sant'Anna morì in un ospedale di Rio il 10 maggio del 2020 per complicazioni da Covid-19, che aveva contratto la settimana precedente.